# Бабичев, Максим Николаевич
Максим Николаевич Бабичев (бел. Максім Бабічаў; род. 7 марта 1986, Минск) — белорусский гандболист, линейный; тренер. Мастер спорта Республики Беларусь международного класса.

## Карьера

### Клубная
Максим Бабичев начинал свою профессиональную карьеру в минском «Аркатроне». В 2008 году перешёл в «Динамо» Минск, с которым 5 раз становился чемпионом Белоруссии и дважды выигрывал Кубок Белоруссии. В 2014—2017 годах выступал за Брестский гандбольный клуб имени Мешкова. В составе «мешковцев» провёл 149 игр и забил 246 голов, в том числе 40 — в Лиге чемпионов. Летом 2017 года перешёл в украинский «Мотор». Дебютировал за «моторостроителей» 27 августа 2017 года в матче за Суперкубок Украины против ЗТР (24:21).
Закончил карьеру в 2021 году, позже вошёл в штаб женской сборной Белоруссии. За время игровой карьеры стал 10-кратным чемпионом Суперлиги и 4-кратным чемпионом Украины.
В июне 2025 года возглавил клуб гандбольного чемпионата России «Черноморочка».

### В сборной
Максим Бабичев выступает за сборную Белоруссии с 2003 года, провёл 136 матчей и забил 231 гол.

## Достижения
- Чемпион Белоруссии: 2003, 2009, 2010, 2011, 2012, 2013, 2014, 2015, 2016, 2017.
- Обладатель Кубка Белоруссии: 2003, 2010, 2013, 2014, 2015, 2016, 2017.
- Серебряный (2014, 2015) и бронзовый (2017) призёр SEHA-лиги.
- Чемпион Украины: 2018, 2019, 2020, 2021.
- Обладатель Суперкубка Украины: 2017.